# بيرناندينو بيريز
بيرناندينو بيريز (بالإسبانية: Bernardino Pérez Elizarán)‏ (من مواليد في 21 مايو 1925 بمدينة إرناني، وتوفي في 21 أكتوبر 2002 بمدينة فالنسيا) والذي يعرف باسم   (بالإسبانية:  Pasieguito)‏، هو لاعب ومدرب كرة قدم سابق، لعب للعديد من الأندية أبرزها نادي فالنسيا حيث فاز معهم بلقب الدوري الإسباني لكرة القدم بموسم 1946-47 وكأس ملك إسبانيا في عام 1954. درب كذلك العديد من الأندية الأورربية، كان أبرزها نادي فالنسيا كذلك، حيث فلز معهم بجميع ألقابه كمدرب، فاستطاع الفوز بلقب كأس ملك إسبانيا في عام 1979 وبلقب كأس السوبر الأوروبي في عام 1980.
توفي بمدينة فالنسيا في 21 أكتوبر 2002.

## روابط خارجية
- بيرناندينو بيريز على موقع قاعدة بيانات كرة القدم.إي يو (الإنجليزية)
- بيرناندينو بيريز على موقع ناشيونال فوتبول تيمز (الإنجليزية)